# Seznam encimov
To je seznam encimov, urejenih po njihovih podkategorijah in EC-številkah.

## Oksidoreduktaze(EC 1)
- dehidrogenaza
- luciferaza
- DMSO reduktaza

### EC 1.1 (delujejo na skupini CH-OH donorjev)
- EC 1.1.1 (NAD+ ali NADP+ kot akceptor)
  - alkohol-dehidrogenaza (EC 1.1.1.1)
  - laktat-dehidrogenaza (EC 1.1.1.27)
  - malat-dehidrogenaza (EC 1.1.1.37)
  - izocitrat-dehidrogenaza (EC 1.1.1.42)
  - HMG-CoA-reduktaza (EC 1.1.1.88)
- EC 1.1.2 (citokrom kot akceptor)
- EC 1.1.3 (kisik kot akceptor)
  - tiamin-oksidaza (EC 1.1.3.23
  - ksantin-oksidaza (EC 1.1.3.32)
- EC 1.1.4 (disulfidna vez kot akceptor)
- EC 1.1.5 (kinon in podobne spojine kot akceptor)
- EC 1.1.9 (protein z bakrovimi ioni kot akceptor)
  - alkohol-dehidrogenaza (EC 1.1.9.1)
- EC 1.1.99 (druge spojine kot akceptorji)
  - holin-dehidrogenaza (EC 1.1.99.1)

### EC 1.2 (delujejo na aldehidni ali oksoskupini donorjev)
- EC 1.2.1 (NAD+ ali NADP+ kot akceptor)
  - acetaldehid-dehidrogenaza (EC 1.2.1.10)
  - retinal-dehidrogenaza (EC 1.2.1.36)
  - piruvat-dehidrogenaza (EC 1.2.1.51)
- EC 1.2.2 (citokrom kot akceptor)
- EC 1.2.3 (kisik kot akceptor)
  - piruvat-oksidaza (EC 1.2.3.3)
- EC 1.2.4 (disulfidna vez kot akceptor)
  - oksoglutarat-dehidrogenaza (EC 1.2.4.2)
- EC 1.2.5 (kinon in podobne spojine kot akceptor)
- EC 1.2.7 (protein z železovimi ali žveplovimi ioni kot akceptor)
  - piruvat-sintaza (EC 1.2.7.1)
- EC 1.2.99 (druge spojine kot akceptorji)
  - formaldehid-dismutaza (EC 1.2.99.4)

### EC 1.3 (delujejo na skupini CH-CH donorjev)
- EC 1.3.1 (NAD+ ali NADP+ kot akceptor)
  - fosfatidilholin-desaturaza (EC 1.3.1.35)
- EC 1.3.2 (citokrom kot akceptor)
- EC 1.3.3 (kisik kot akceptor)
  - bilirubin-oksidaza (EC 1.3.3.5)
- EC 1.3.5 (kinon in podobne spojine kot akceptor)
- EC 1.3.7 (protein z železovimi ali žveplovimi ioni kot akceptor)
- EC 1.3.8 (flavin kot akceptor)
- EC 1.3.99 (druge spojine kot akceptorji)
  - sukcinat-dehidrogenaza (EC 1.3.99.1)
  - karvon-reduktaza (EC 1.3.99.25)

### EC 1.4 (delujejo na skupini CH-NH2donorjev)
- EC 1.4.1 (NAD+ ali NADP+ kot akceptor)
  - alanin-dehidrogenaza (EC 1.4.1.1)
- EC 1.4.2 (citokrom kot akceptor)
  - glicin-dehidrogenaza (EC 1.4.2.1)
- EC 1.4.3 (kisik kot akceptor)
  - monoamin-oksidaza (EC 1.4.3.4)
- EC 1.4.4 (disulfidna vez kot akceptor)
  - glicin-dehidrogenaza (EC 1.4.4.2)
- EC 1.4.5 (kinon in podobne spojine kot akceptor)
- EC 1.4.7 (protein z železovimi ali žveplovimi ioni kot akceptor)
  - glutamat-sintaza (EC 1.4.7.1)
- EC 1.4.9 (protein z bakrovimi ioni kot akceptor)
- EC 1.4.99 (druge spojine kot akceptorji)
  - glicin-dehidrogenaza (EC 1.4.99.5)

### EC 1.5 (delujejo na skupini CH-NH donorjev)
- EC 1.5.1 (NAD+ ali NADP+ kot akceptor)
  - dihidrofolat-reduktaza (EC 1.5.1.3)
- EC 1.5.3 (kisik kot akceptor)
  - dimetilglicin-oksidaza (EC 1.5.3.10)
- EC 1.5.4 (disulfidna vez kot akceptor)
- EC 1.5.5 (kinon in podobne spojine kot akceptor)
- EC 1.5.7 (protein z železovimi ali žveplovimi ioni kot akceptor)
  - metilentetrahidrofolat-reduktaza (EC 1.5.7.1)
- EC 1.5.8 (flavin kot akceptor)
  - dimetilamin-dehidrogenaza (EC 1.5.8.1)
- EC 1.5.99 (druge spojine kot akceptorji)
  - nikotin-dehidrogenaza (EC 1.5.99.4)

### EC 1.6 (delujejo na NADH ali NADPH)
- EC 1.6.1 (NAD+ ali NADP+ kot akceptor)
- EC 1.6.2 (protein s hemsko skupino kot akceptor
- EC 1.6.3 (kisik kot akceptor)
  - NAD(P)H-oksidaza (EC 1.6.3.1)
- EC 1.6.5 (kinon in podobne spojine kot akceptor)
  - NADH-dehidrogenaza (EC 1.6.5.3)
- EC 1.6.6 (dušikova skupina kot akceptor)
- EC 1.6.99 (druge spojine kot akceptorji)
  - NADH-dehidrogenaza (EC 1.6.99.5)

### EC 1.7 (delujejo na drugih dušikovih spojinah kot donorji)
- EC 1.7.1 (NAD+ ali NADP+ kot akceptor)
  - nitrat-reduktaza (EC 1.7.1.3)
- EC 1.7.2 (citokrom kot akceptor)
  - nitrit-reduktaza (EC 1.7.2.1)
- EC 1.7.3 (kisik kot akceptor)
- EC 1.7.5 (kinon in podobne spojine kot akceptor)
  - nitrat-reduktaza (EC 1.7.5.1)
- EC 1.7.6 (dušikova skupina kot akceptor)
  - nitrit-dismutaza (EC 1.7.6.1)
- EC 1.7.7 (protein z železovimi ali žveplovimi ioni kot akceptor)
- EC 1.7.99 (druge spojine kot akceptorji)
  - hidrazin-oksidoreduktaza (EC 1.7.99.8)

### EC 1.8 (delujejo na žvepleno skupino donorjev)
- EC 1.8.1 (NAD+ ali NADP+ kot akceptor)
  - cistin-reduktaza (EC 1.8.1.6)
- EC 1.8.2 (citokrom kot akceptor)
  - sulfit-dehidrogenaza (EC 1.8.2.1)
- EC 1.8.3 (kisik kot akceptor)
  - glutation-oksidaza (EC 1.8.3.3)
- EC 1.8.4 (disulfidna vez kot akceptor)
- EC 1.8.5 (kinon in podobne spojine kot akceptor)
  - dimetilsulfoksid-reduktaza (EC 1.8.5.3)
- EC 1.8.7 (protein z železovimi ali žveplovimi ioni kot akceptor)
- EC 1.8.99 (druge spojine kot akceptorji)

### EC 1.9 (deluje nahemskiskupini donorjev)
- EC 1.9.3 (kisik kot akceptor)
  - citokrom-c-oksidaza (EC 1.9.3.1)
- EC 1.9.6 (dušikova skupina kot akceptor)
  - nitrat-reduktaza (EC 1.9.6.1)
- EC 1.9.99 (druge spojine kot akceptorji)

### EC 1.10 (delujejo nadifenolihin sorodnih substancah kot donorji)
- EC 1.10.2
  - koencim Q - citokrom c reduktaza (EC 1.10.2.2)

### EC 1.11 (delujejo naperoksidukot prejemniku --peroksidaze)
- EC 1.11.1
  - katalaza (EC 1.11.1.6)
  - citokrom-c-peroksidaza (EC 1.11.1.5)
  - glutation-peroksidaza (EC 1.11.1.9)
  - mieloperoksidaza (EC 1.11.1.7)

### EC 1.13 (delujejo na enem samem donorju z vnašanjem molekularnega kisika)
- EC 1.13.11
  - 4-hidroksifenilpiruvat-dioksigenaza (EC 1.13.11.27)

### EC 1.14 (deluje na uparjenih donorjih z vstavljanjem molekularnega kisika)
- citokrom-P450-oksidaza
- citokrom P450
  - aromataza (EC 1.14.14.1)
  - CiP2D6 (EC 1.14.14.1)
  - CiP2E1 (EC 1.14.14.1)
  - CiP3A4 (EC 1.14.14.1)
  - citokrom-P450-oksidaza
- EC 1.14.12
  - dušikov-oksid-dioksigenaza
- EC 1.14.13
  - dušikov-oksid-sintaza (EC 1.14.13.39)
- EC 1.14.14
  - aromataza (EC 1.14.14.1)
  - CiP2D6 (EC 1.14.14.1)
  - CiP2E1 (EC 1.14.14.1)
  - CiP3A4 (EC 1.14.14.1)
- EC 1.14.16
  - fenilalanin-hidroksilaza (EC 1.14.16.1)

### EC 1.15 (delujejo na superoksidnih radikalih kot prejemniki)
- EC 1.15.1
  - superoksid-dismutaza (EC 1.15.1.1)

### EC 1.16 (oksidirajo kovinske ione)
- EC 1.16.3
  - ceruloplazmin (EC 1.16.3.1)

### EC 1.18 (delujejo na železo-žveplastih proteinih kot donorji)
- EC 1.18.6
  - nitrogenaza (EC 1.18.6.1)

### EC 1.97 (druge oksidoreduktaze)
- EC 1.97.1
  - deiodinaza (EC 1.97.1.10)

## Transferaze(EC 2)
- glutation S-transferaza

### EC 2.1 (prenašajo eno-ogljikove skupine,metilaza)
- EC 2.1.1
  - katekol-O-metiltransferaza (EC 2.1.1.6)
  - DNK-metiltransferaza (EC 2.1.1.72), (EC 2.1.1.113),  (EC 2.1.1.37)
  - histon-metiltransferaza  (EC 2.1.1.43),  (EC 2.1.1.125)
- EC 2.1.3
  - ATCaza (EC 2.1.3.2)
  - ornitin-transkarbamoilaza  (EC 2.1.3.3)

### EC 2.3 (aciltransferaze)
- EC 2.3.1 
  - sintaza aminolevulinske kisline (EC 2.3.1.37)
  - kolin-acetiltransferaza (EC 2.3.1.6)
- EC 2.3.2
  - faktor ksIII (EC 2.3.2.13)
  - gamaglutamil-transpeptidaza (EC 2.3.2.2)
  - transglutaminaza (EC 2.3.2.13)

### EC 2.4 (glikoziltransferaze)
- EC 2.4.2
  - hipoksantin-gvanin-fosforiboziltransferaza (EC 2.4.2.8)

EC 2.5
- EC 2.5.1
  - tiaminaza (EC 2.5.1.2)

### EC 2.6 (prenašajo dušikove skupine)
- EC 2.6.1
  - alanin-transaminaza (EC 2.6.1.2)
  - aspartat-transaminaza (EC 2.6.1.1)

### EC 2.7 (prenašajo skupine, ki vsebujejo fosfor)
- EC 2.7.1
  - kinaza
  - protein kinaza
  - cAMP-odvisna protein kinaza
  - heksokinaza (EC 2.7.1.1)
  - glukokinaza (heksokinaza IV) (EC 2.7.1.1)
  - fosfofruktokinaza (EC 2.7.1.11)
  - timidin kinaza (EC 2.7.1.21)
  - P53 (EC 2.7.1.37)
  - PFP (EC 2.7.1.90)
  - tirozin kinaza (EC 2.7.1.112)
    - receptorji tirozin-kinaze
      - inzulin-receptor
- EC 2.7.3
  - kreatin-kinaza (EC 2.7.3.2)
- EC 2.7.7
  - DNK-polimeraza
  - DNK-polimeraza I
  - holoencim DNK-polimeraze III
  - galaktoza-1-fosfat-uridililtransferaza (EC 2.7.7.12)
  - polimeraza (EC 2.7.7.6/7/19/48/49)
  - primaza
  - reverzna transkriptaza (EC 2.7.7.49)
  - transpozaza

## Hidrolaze(EC 3)
- hidrolitski encim

### EC 3.1 (delujejo na vezehestrov)
- nukleaza
- endonukleaza
- eksonukleaza
- EC 3.1.1
  - kislinska hidrolaza
  - fosfolipaza A (EC 3.1.1.4)
  - acetilholinesteraza (EC 3.1.1.7)
  - holinesteraza (EC 3.1.1.8)
  - lipoprotein-lipaza (EC 3.1.1.34)
- EC 3.1.2
  - ubikvitin-karboksi-terminal-hidrolaza L1 (EC 3.1.2.15)
- EC 3.1.3
  - fosfataza
  - alkalin-fosfataza (EC 3.1.3.1)
  - fruktoza-bisfosfataza (EC 3.1.3.11)
- EC 3.1.4
  - fosfolipaza C (EC 3.1.4.3)
  - cGMP-specifična fosfodiesteraza tipa 5 (EC 3.1.4.17)
  - fosfolipaza D (EC 3.1.4.50)
- EC 3.1.21
  - restrikcijski encim tipa 1 (EC 3.1.21.3)
  - deoksiribonukleaza I (EC 3.1.21.1)
- EC 3.1.26
  - RNaza H (EC 3.1.26.4)
- EC 3.1.27
  - ribonukleaza

### EC 3.2 (delujejo na sladkorjih -glikozilaza)
- EC 3.2.1
  - amilaza (EC 3.2.1.1)
  - saharaza (EC 3.2.1.10)
  - hitinaza (EC 3.2.1.14)
  - lizocim (EC 3.2.1.17)
  - maltaza (EC 3.2.1.20)
  - laktaza (EC 3.2.1.23)
  - beta-galaktozidaza (EC 3.2.1.23)
  - hialuronidaza (EC 3.2.1.35)

### EC 3.4 (delujejo napeptidnih vezeh-peptidaza)
- EC 3.4.11
  - alanin-aminopeptidaza (EC 3.4.11.2)
  - tripeptid aminopeptidaza (EC 3.4.11.4)
- EC 3.4.15
  - angiotenzin-pretvarjajoči encim
- EC 3.4.21
  - serin-proteaza
  - himotripsin (EC 3.4.21.1)
  - tripsin (EC 3.4.21.4)
  - trombin (EC 3.4.21.5)
  - faktor ks (EC 3.4.21.6)
  - plazmin (EC 3.4.21.7)
  - akrozin (EC 3.4.21.10)
  - faktor VII (EC 3.4.21.21)
  - faktor Iks (EC 3.4.21.22)
  - prolil peptidaza (EC 3.4.21.26)
  - faktor ksI (EC 3.4.21.27)
  - elastaza (EC 3.4.21.37)
  - faktor ksII (EC 3.4.21.38)
  - proteinaza K (EC 3.4.21.64)
  - tkivni aktivator plazminogena (EC 3.4.21.68)
  - protein C (EC 3.4.21.69)
- EC 3.4.22
  - separaza (EC 3.4.22.49)
- EC 3.4.23
  - pepsin (EC 3.4.23.1)
  - sirilo (EC 3.4.23.4)
  - renin (EC 3.4.23.15)
  - tripsinogen (EC 3.4.23.18) and (20/21/23/24/26)
  - plazmepsin (EC 3.4.23.39)
- EC 3.4.24
  - matriks metaloproteinaza (EC 3.4.24.7)
- EC 3.4.42
  - metaloendopeptidaza
- EC ?: katepsin

### EC 3.5 (delujejo na vezi ogljik-dušik, razen na peptidne vezi)
- EC 3.5.1
  - ureaza (EC 3.5.1.5)
- EC 3.5.3
  - arginaza (EC 3.5.3.1)

### EC 3.6 (delujejo nakislinske anhidride)
- EC 3.6.1
  - helikaza
  - DnaB-helikaza
  - RecQ-helikaza
- EC 3.6.3
  - ATPaza
  - NaKATPaza (EC 3.6.3.9)
  - ATP-sintaza (EC 3.6.3.14)

### EC 3.7 (delujejo na vezi ogljik-ogljik)
- kinureninaza ({{EC-številka|3.7.1.3)

## Liaze(EC 4)

### EC 4.1 (ogljik-ogljikliaze)
- EC 4.1.1
  - ornitin-dekarboksilaza (EC 4.1.1.17)
  - uridin-monofosfat-sintetaza (EC 4.1.1.23)
  - dekarboksilaza aromatskih L-aminokislin (EC 4.1.1.28)
  - ruBisCO (EC 4.1.1.39)

### EC 4.2 (ogljik-kisikliaze)
- EC 4.2.1
  - karbonska anhidraza (EC 4.2.1.1)
  - triptofan-sintaza (EC 4.2.1.20)

### EC 4.6 (fosfor-kisikliaze)
- EC 4.6.1
  - adenilat-ciklaza (EC 4.6.1.1)
  - gvanilat-ciklaza (EC 4.6.1.2)

## Izomeraze(EC 5)

### EC 5.3 (intramolekularneoksidoreduktaze)
- EC 5.3.3
  - enoil-CoA-izomeraza
- EC 5.3.4
  - protein-disulfid-izomeraza

### EC 5.4 (intramolekularnetransferaze--mutaze)
- EC 5.4.2
  - fosfoglukomutaza

### EC 5.99 (druge izomeraze)
- EC 5.99.1
  - topoizomeraza (tip I: (EC 5.99.1.2), tip II: (EC 5.99.1.3)

## Ligaze(EC 6)

### EC 6.4 (tvorijo vezi ogljik-ogljik)
- piruvat-karboksilaza (EC 6.4.1.1)
- acetil-CoA-karboksilaza  (EC 6.4.1.2)

### EC 6.5 (tvorijofosforno estrskevezi)
DNK ligaza (EC 6.5.1.1)